# Параллельные плоскости
Согласно классическому определению, две плоскости называются параллельными, если они не имеют общих точек. Иногда совпадающие плоскости тоже считают параллельными, что упрощает формулировку некоторых теорем.
Аналитическое определение параллельных плоскостей:
если плоскости {\displaystyle A_{1}x+B_{1}y+C_{1}z+D_{1}=0} и {\displaystyle A_{2}x+B_{2}y+C_{2}z+D_{2}=0} параллельны, то нормальные векторы {\displaystyle N_{1}(A_{1},B_{1},C_{1})} и {\displaystyle N_{2}(A_{2},B_{2},C_{2})} коллинеарны (и обратно). Поэтому условие
{\displaystyle {\frac {A_{2}}{A_{1}}}={\frac {B_{2}}{B_{1}}}={\frac {C_{2}}{C_{1}}}} есть необходимое и достаточное условие параллельности или совпадения плоскостей.

## Свойства
- Если две параллельные плоскости пересечены третьей, то линии их пересечения параллельны;
- Через точку вне данной плоскости можно провести плоскость, параллельную данной, и притом только одну;
- Отрезки параллельных прямых, ограниченные двумя параллельными плоскостями, равны;
- Два угла с соответственно параллельными и одинаково направленными сторонами равны и лежат в параллельных плоскостях.

## Признак
- Если плоскость α параллельна каждой из двух пересекающихся прямых, лежащих в другой плоскости β, то эти плоскости параллельны.

## Примеры
- Плоскости {\displaystyle 2x-3y-4z+11=0} и {\displaystyle -4x+6y+8z+36=0} параллельны, так как {\displaystyle {\frac {-4}{2}}={\frac {6}{-3}}={\frac {8}{-4}}}.
- Плоскости {\displaystyle 2x-3z-12=0(A_{1}=2,B_{1}=0,C_{1}=-3)} и {\displaystyle 4x+4y-6z+7=0(A_{2}=4,B_{2}=4,C_{2}=-6)} непараллельны, так как {\displaystyle B_{1}=0}, а {\displaystyle B_{2}\neq 0}.

### Замечание
Если не только коэффициенты при координатах, но и свободные члены пропорциональны, то есть если {\displaystyle {\frac {A_{2}}{A_{1}}}={\frac {B_{2}}{B_{1}}}={\frac {C_{2}}{C_{1}}}={\frac {D_{2}}{D_{1}}},} то плоскости совпадают. Так уравнения {\displaystyle 3x+7y+5z+4=0} и {\displaystyle 6x+14y+10z+8=0} представляют одну и ту же плоскость.